# Veenbrandcultuur

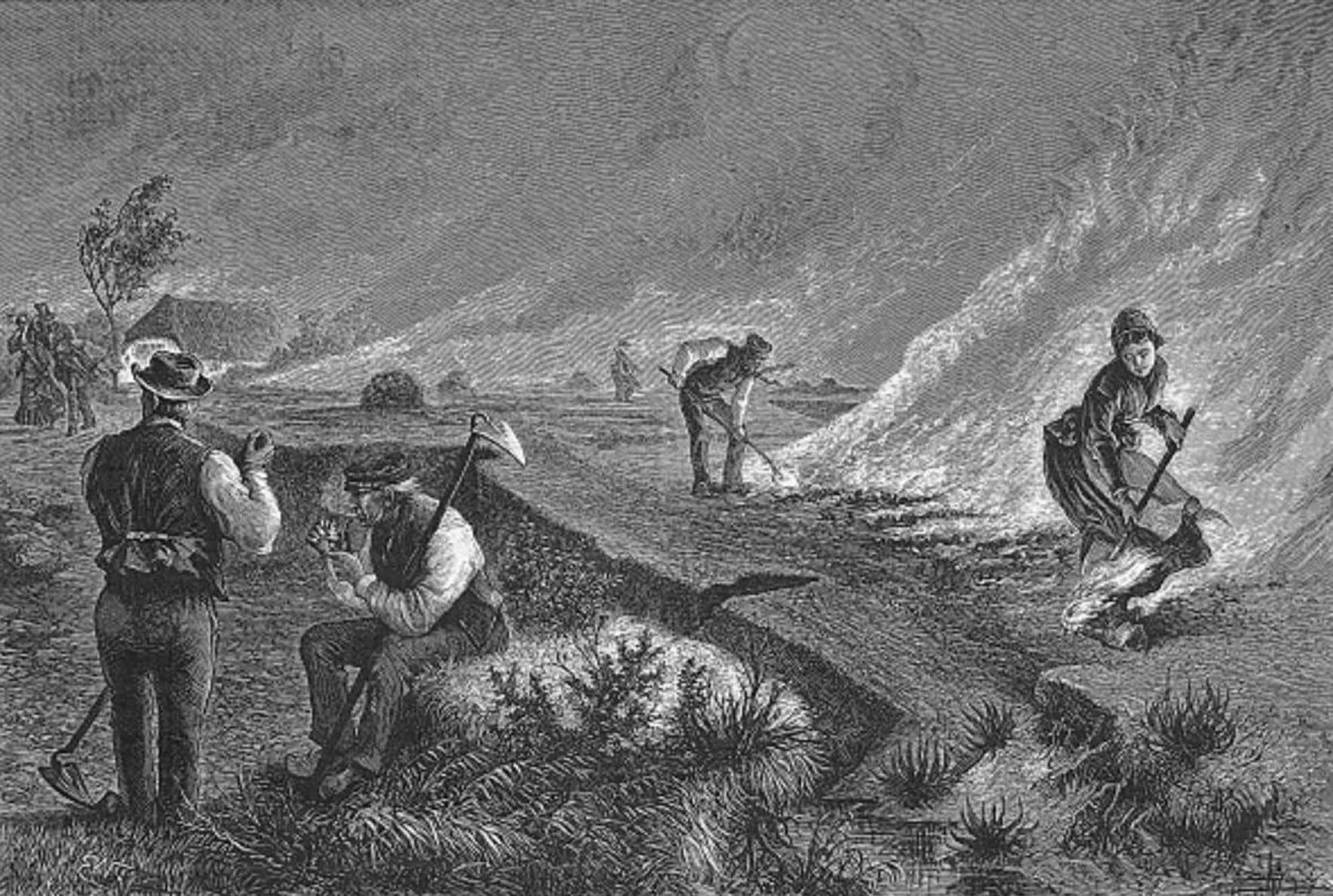
Boekweitbranden (gravure uit 1878)

De veenbrandcultuur, ook boekweitbrandcultuur genoemd, is een oude manier om hoogveengronden te bemesten en zo voor de verbouw van boekweit en andere gewassen zoals raapzaad, haver, rogge en aardappels gereed te maken.
Deze manier van in cultuur brengen van woeste gronden is in onder meer Noord-Nederland en Noord-Duitsland in de hoogveengebieden tussen 1600 en 1900 in gebruik geweest ten behoeve van vooral de boekweitteelt. Het was een vorm van zwerflandbouw. Rond 1900 werd deze wijze van werken verdrongen door modernere landbouwmethoden en de afgraving van het hoogveen ten behoeve van brandstof en turfstrooisel.

## Werkwijze
Ter voorbereiding werd een oppervlakkig ontwaterd terrein met hak of ploeg omgewoeld, waarna men de kluiten liet uitdrogen. In het voorjaar ging men dan met een vuurmand over de akker en bestrooide deze met stukjes gloeiende turf. Hierdoor werd de droge en daardoor brandbaar geworden veen in brand gestoken. Een goede mate van droging van de bovenste bodemlaag was daarvoor essentieel. Als het veen nog te vochtig was dan verbrandde het onvoldoende en kwam er te weinig as vrij om als plantenvoeding te dienen. Indien daarentegen de kluiten te droog waren dan verbrandden ze zo volledig dat alle voor de plantengroei belangrijke stikstof in de lucht verdween. De bedoeling was dat door verkoling van het veen een deel van de aanwezige stikstof werd omgezet in het voor de groei belangrijke ammoniak. In het aslaagje zaaiden de landbouwers het gewas dat met een egge werd onder gewerkt. De arbeiders woonden gedurende de zomermaanden in plaggenhutten op het veen.

## Zwerflandbouw
Het veen kon een aantal jaar achtereen voor de landbouw gebrand worden. De oogsten werden wel steeds wat minder groot, en ten slotte, afhankelijk van de kwaliteit van de veengrond ter plaatse, moest de akker gedurende een lange reeks van jaren braak blijven liggen. Zo kon zich een nieuwe zode vormen, waarna het branden weer de moeite waard was. Het veen 'versleet' echter ook doordat het na ontwatering indroogde waardoor het inklonk en oxideerde. De maaiveldverlaging die hier het gevolg van was, bedroeg vaak wel een meter. De brandperioden werden op den duur steeds korter en ten slotte was het veen geheel 'doodgebrand'. Als de bevolkingsdruk niet te groot was, er voldoende woeste hoogveengronden beschikbaar waren en regeneratie mogelijk was, dan was deze vorm van landgebruik geen probleem. Men nam eenvoudig een nieuw veld in gebruik. Indien echter niet aan deze voorwaarden kon worden voldaan, ontaardde het systeem in roofbouw.

## Overlast
Het veenbranden zorgde voor een rookontwikkeling die bij bepaalde weersgesteldheid tot grote overlast kon leiden. Naarmate de omvang van het veenbranden toenam kwamen er van dichtbij en (zeer) veraf vaker klachten over stank en ademhalingsproblemen. In Noord-Nederland werd in 1880 ruim 8000 hectare veengrond gebrand en in Noordwest-Duitsland nog een aanmerkelijk grotere oppervlakte. Onder bepaalde weersomstandigheden konden grote delen van Nederland of Duitsland worden getroffen door ernstige rookoverlast. Soms was de rook zelfs merkbaar tot in het zuiden van Engeland of het Oostenrijkse Wenen.